# Phare d'Haugjegla
Le phare d'Haugjegla (en norvégien : Haugjegla fyr)  est un phare côtier de la commune de Smøla, dans le Comté de Møre og Romsdal (Norvège). Il est géré par l'administration côtière norvégienne (en norvégien : Kystverket).
Le phare est classé patrimoine culturel par le Riksantikvaren (en) depuis 2000.

## Histoire
Le phare actuel, construit en 1922, a remplacé celui de 1905. Il a été érigé sur un écueil rocheux à environ 1 km au nord de Veiholmen, sur le côté nord de l'île de Smøla. Il a été automatisé en 1988 et n'est accessible qu'en bateau.
La lumière est activée du 21 juillet au 16 mai de chaque année. La lumière est inactive et inutile à la fin du printemps et au début de l'été en raison du jour polaire.
Il est maintenant possible de louer le phare d'Haugjegla pour des vacances au printemps et en été, de mai à septembre, pour un maximum de 10 personnes. C'est aujourd'hui un endroit très populaire de vacances en Scandinavie, pour l'observation des aigles, la pêche et la visite du vieux village de pêcheurs de Veiholmen.

## Description
Le phare est une tour cylindrique en fonte de 28 mètres de haut, avec une galerie et lanterne, sur un soubassement d'habitation en béton. La tour est peinte en rouge avec une bande blanche, et le soubassement est blanc. Son feu à occultations émet, à une hauteur focale de 26,5 mètres, deux éclats (blanc, rouge et vert selon différents secteurs) toutes les 8 secondes. Sa portée nominale est de 15,3 milles nautiques (environ 28 km) pour le feu blanc.
Il est équipé d'un radar Racon émettant la lettre B en code morse.
Identifiant : ARLHS : NOR-109 ; NF-4350 - Amirauté : L1362 - NGA : 7488.
|                      |
| Le phare (1890-1900) |

|                      |
| Le phare (Veiholmen) |

### Lien connexe
- Liste des phares de Norvège